# 書類を男にしただけで
『書類を男にしただけで』（しょるいをおとこにしただけで）は、2020年10月11日にTBS系列で放送されたテレビドラマ。主演はTBS系列テレビドラマ初主演となる小芝風花。
性別のために転職活動に立て続けに失敗し理不尽さを感じていた女性が、健康診断の医師の助言で男性として生きていくことを決意し奮闘していくさまを描く社会派ラブコメディ。

## あらすじ
箕輪祐希は前職でセクハラ上司を背負い投げしたことで会社を解雇され、転職活動中の女性。「女性」というだけで採用を見送られ連戦連敗中だったところ、うっかりエントリーシートの性別欄を間違え「男性」にしたことで、憧れの大手広告代理店インサイトエージェンシーの採用試験を突破する。
「女性」として転職を失敗し続けたトラウマから、産業医からの後押しもあり祐希は性別を偽りそのまま「男性」として入社することを決意し、「女性」であることがバレないよう仕事を頑張るなか、前職でセクハラ被害で揉めた時に慰めてくれた男性・杉田哲也に再会する。

## キャスト

### 主人公
箕輪祐希（みのわ ゆうき）〈26〉
演 - 小芝風花
広告代理店「インサイトエージェンシー」の社員。
「女性」というだけで転職活動で連戦連敗を続け理不尽さを感じていたところ、性別欄をうっかり「男性」と間違ったことで、広告業界の最大手インサイトエージェンシーに採用されることになる。最終選考で健康診断を担当した産業医・柏木の後押しもあり、「男性」として生きていくことを決意する。
「男性」として負けまいとする意地から転職10か月で第十一制作部での仕事が認められ社長賞を受賞し、精鋭が集まる第七制作部へ異動。そこで前職でセクハラで揉め街角で涙していたのを慰めてくれた杉田と再会する。

### インサイトエージェンシー
杉田哲也（すぎた てつや）
演 - 竜星涼
第七制作部での祐希の同僚。見た目はイケメン、中身は「永遠の中学生男子」のコピーライター。
仕事中にもかかわらず「週刊少年ストップ」という漫画雑誌を読みふけることがある。前職でセクハラで揉めて涙していた祐希を慰めている。
須藤あやか（すどう あやか）〈29〉
演 - 水沢エレナ
第七制作部での祐希の同僚。SNS映えする自撮り写真やお洒落な食事をSNSに載せるのに余念が無いキラキラ系女子。
職場の華として扱われながらも、女性のために仕事で自己主張することができない自分の生き方に不安を感じ退職を考えている。
鈴井翔平（すずい しょうへい）
演 - 奥野壮
第七制作部での祐希の後輩。
今どきの若手社員ながら落ち着いたオーラを放っている。
古橋敏之（ふるはし としゆき）
演 - デビット伊東
第七制作部 部長。
弱冠26歳で社長賞を受賞した祐希に興味をもち、精鋭が集まる第七制作部に引き抜く。あやかのような若い女性社員はクライアントとの商談を和ませる役割と考えており、30代を迎えようとするあやかを制作の仕事から外そうとしている。
柏木未来（かしわぎ みらい）
演 - 高橋メアリージュン
インサイトエージェンシーの産業医。
最終選考の健康診断で、祐希が「男性」として働くことを後押しする。

### 深弦堂
渡辺リカ（わたなべ りか）
演 - 友近
IT企業の女性社長。インサイトエージェンシーの最重要クライアント。
10億円の破格の制作費で夢のある広告プランを第七制作部に依頼する。

### その他
加藤秀人（かとう ひでと）
演 - 袴田吉彦
祐希の前職「ムササビ広告社」での上司。
度重なる言動で祐希にセクハラを働き、事実に反し「社長の愛人」と言いふらされたことに耐えかねた祐希に背負い投げされる。

## スタッフ
- 脚本 - 飯野陽子
- 演出 - 石井康晴
- プロデュース - 中西真央、韓哲
- エンディングテーマ - ジェニーハイ「片目で異常に恋してる」[注 1](ワーナーミュージック・ジャパン)
- 製作著作 - TBS